# Naturschutzgebiet Mechtenberg (Gelsenkirchen)

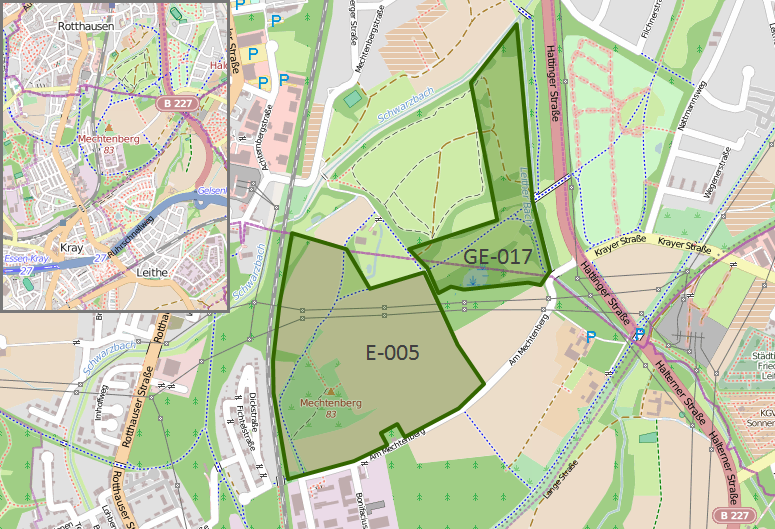
Lage der benachbarten Naturschutzgebiete „Mechtenberg“ (E-005 und GE-017)

Das Naturschutzgebiet Mechtenberg in Gelsenkirchen ist ein zum größten Teil im Stadtteil Rotthausen an der Grenze zu Essen gelegenes Naturschutzgebiet; die südwestliche Ecke des Gebietes liegt auf Essener Stadtgebiet. Gemeinsam mit dem angrenzenden, gleichnamigen Naturschutzgebiet Mechtenberg in Essen-Kray liegt es im Landschaftspark Mechtenberg. Die beiden Naturschutzgebiete sind zwar geografisch benachbart und tragen denselben Namen, ihre Abgrenzung erfolgte aber aufgrund unterschiedlicher Schutzziele. Sie werden beim Landesamt für Natur, Umwelt und Verbraucherschutz Nordrhein-Westfalen unter den Kennungen GE-017 (Gelsenkirchen) und E-005 (Essen) geführt.

## Beschreibung
Der namengebende Mechtenberg ist ein Zeugenberg mit einer weithin sichtbaren bewaldeten Kuppe im nordwestlichen Teil des benachbarten Essener Stadtteiles Kray; er kann vom westlichen Eingang aus Gelsenkirchen gesehen werden.
Der Bereich ist umgeben von Brach- und Grünland. Im Norden bildet der Schwarzbach, im Osten der kanalisierte Leither Bach die Grenze, hinter der sich große Flächen einer rekultivierten Halde mit ausgedehnten Brachfluren fortsetzen. Im Süden und Westen schließen sich das Essener Naturschutzgebiet und Ackerflächen an. Das Schutzgebiet selbst besteht nördlich aus einem etwa 10 m hohen alten Aufschüttungsbereich, der südliche, ebene Teil ist aus Parabraunerde. Hier gibt es hochstaudenreiche Grünlandbrachen, eine extensiv genutzte Streuobstwiese, verschiedene Kleingehölze sowie einige naturnahe Stillgewässer unterschiedlicher Größe.
Aufgrund dieses außerordentlichen Strukturreichtums stellt der Mechtenberg ein herausragendes Naturerlebnis dar, das durch mehrere Spazierwege erfahrbar ist. Die besonders schützenswerten Kleingewässer und Feuchtgebiete verbergen sich allerdings hinter dichtem Gebüsch und einem Weiden-Sukzessionswald. Sie sind nicht erreichbar, ohne die Wege zu verlassen.

### Galerie

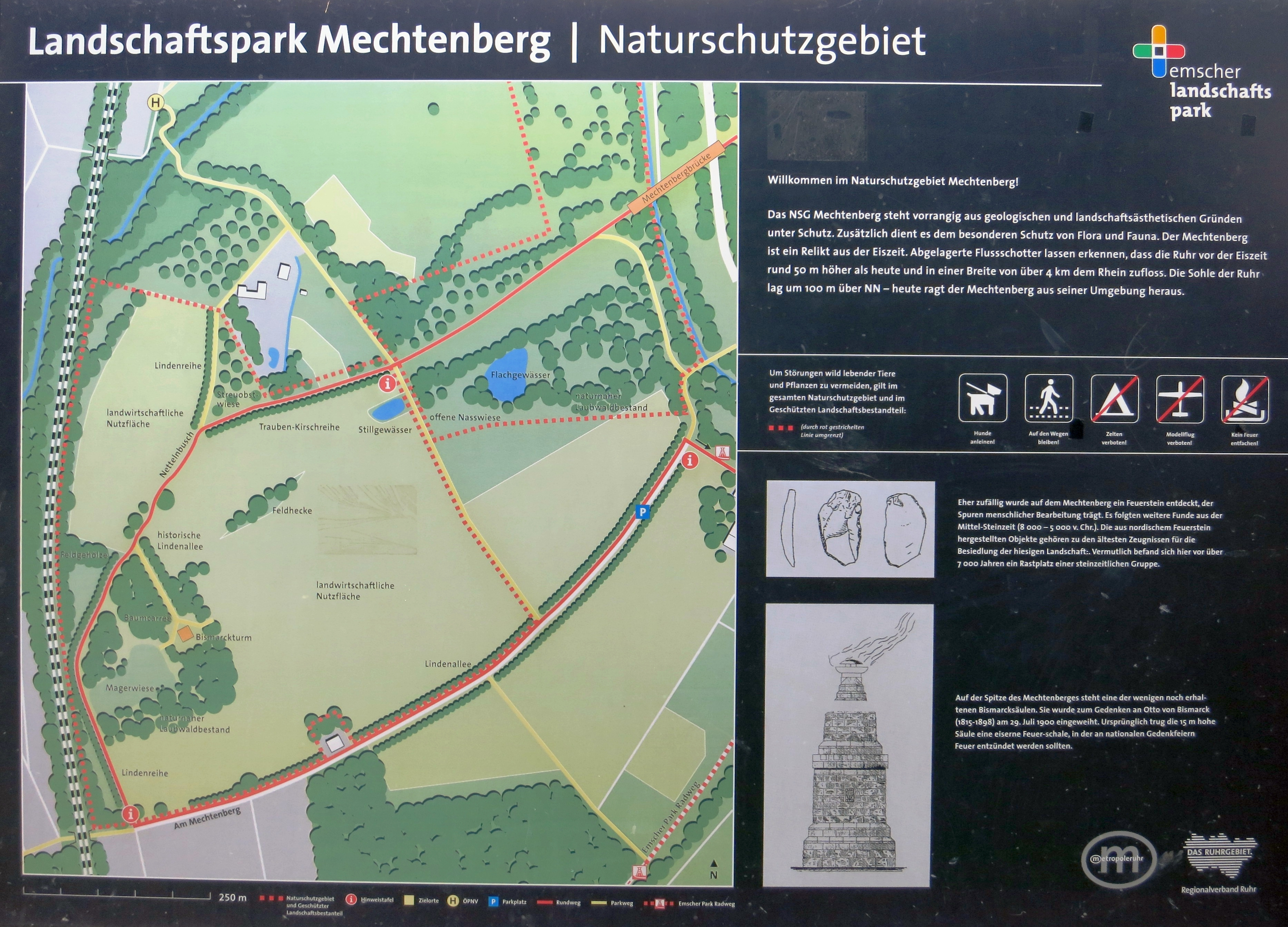
Infotafel auf der Grenze der beiden NSG
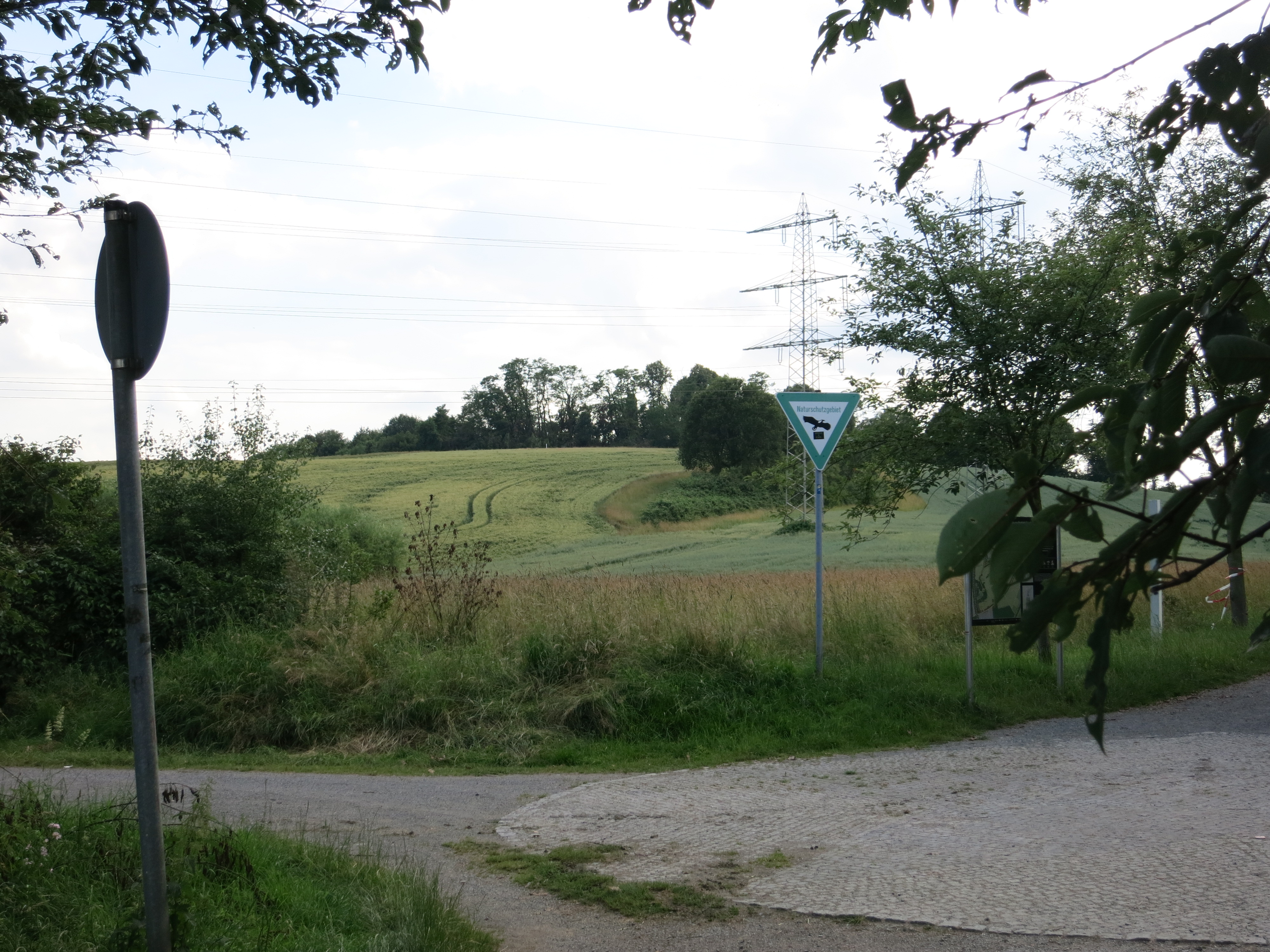
Blick vom Westeingang auf den Mechtenberg
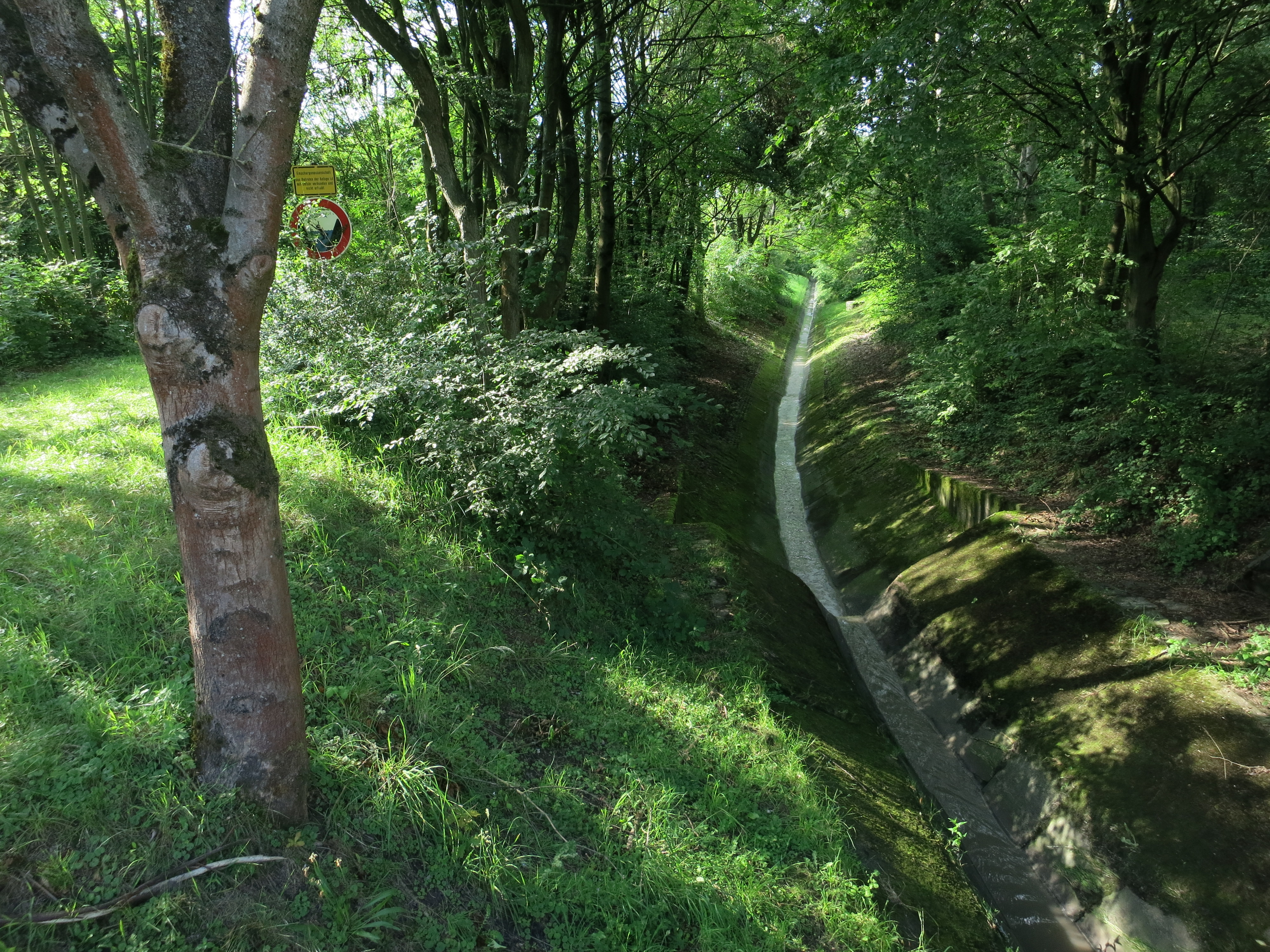
Leither Bach (kanalisiert) an der Ostgrenze
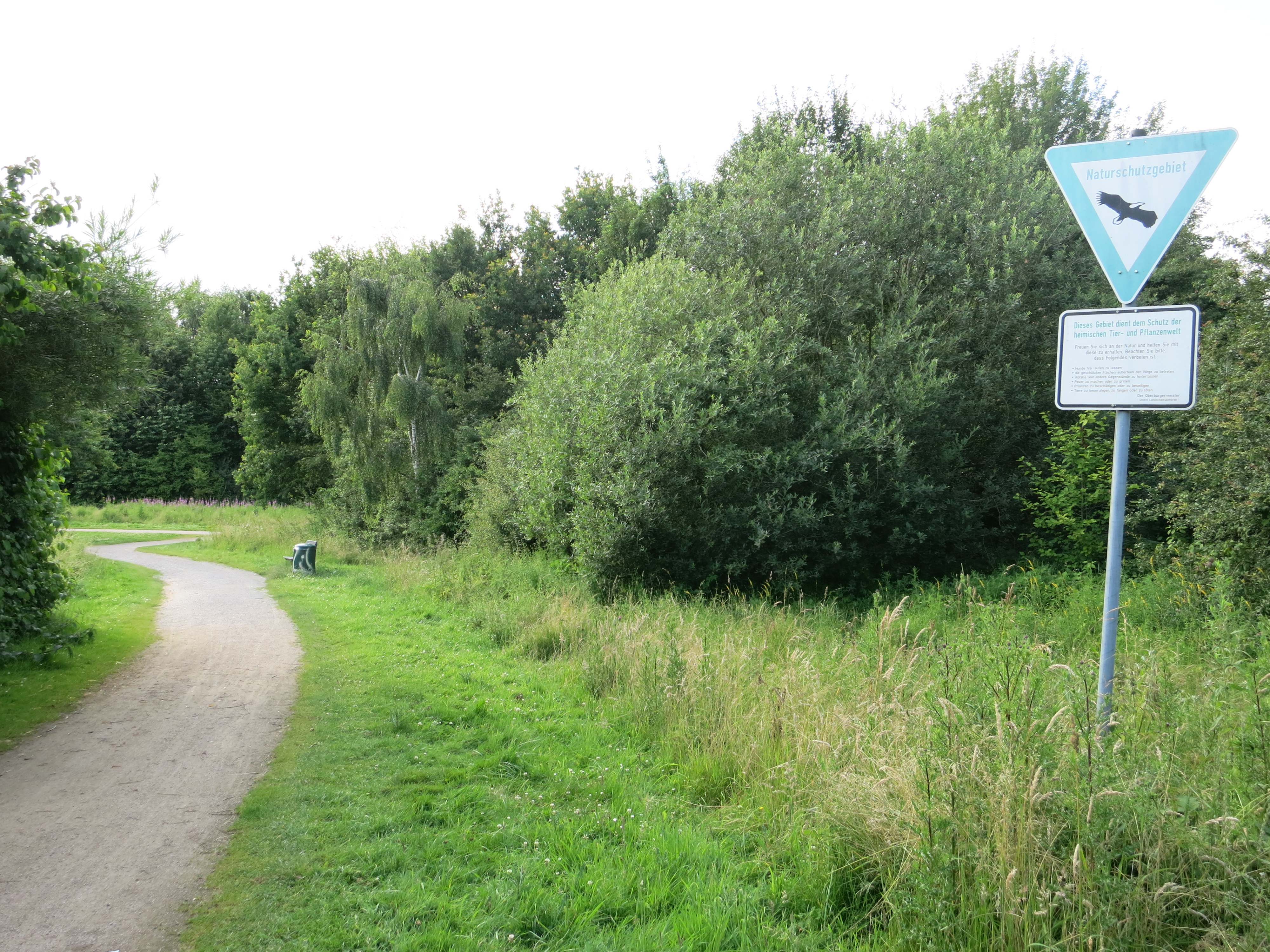
Spazierweg
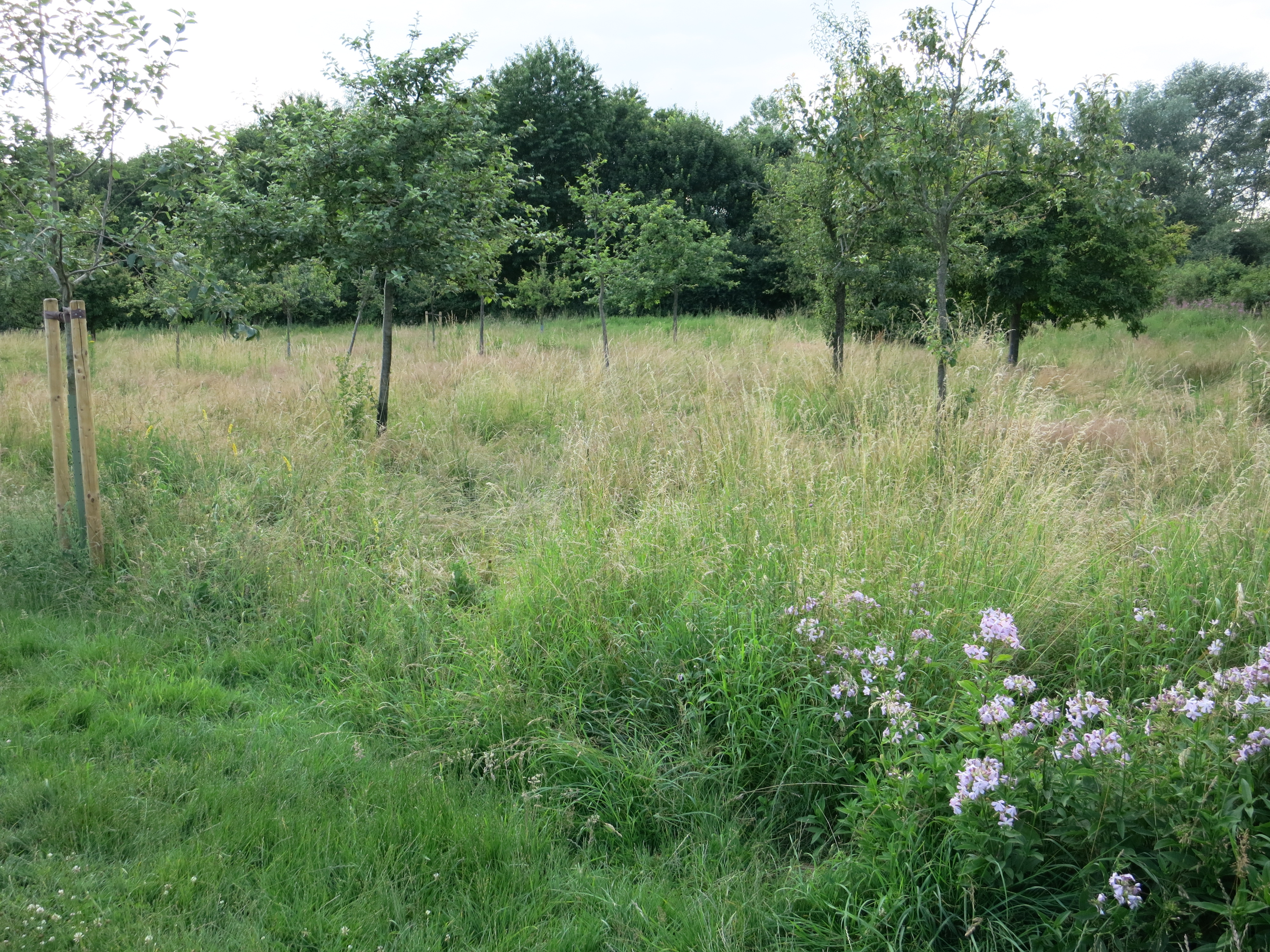
Streuobstwiese
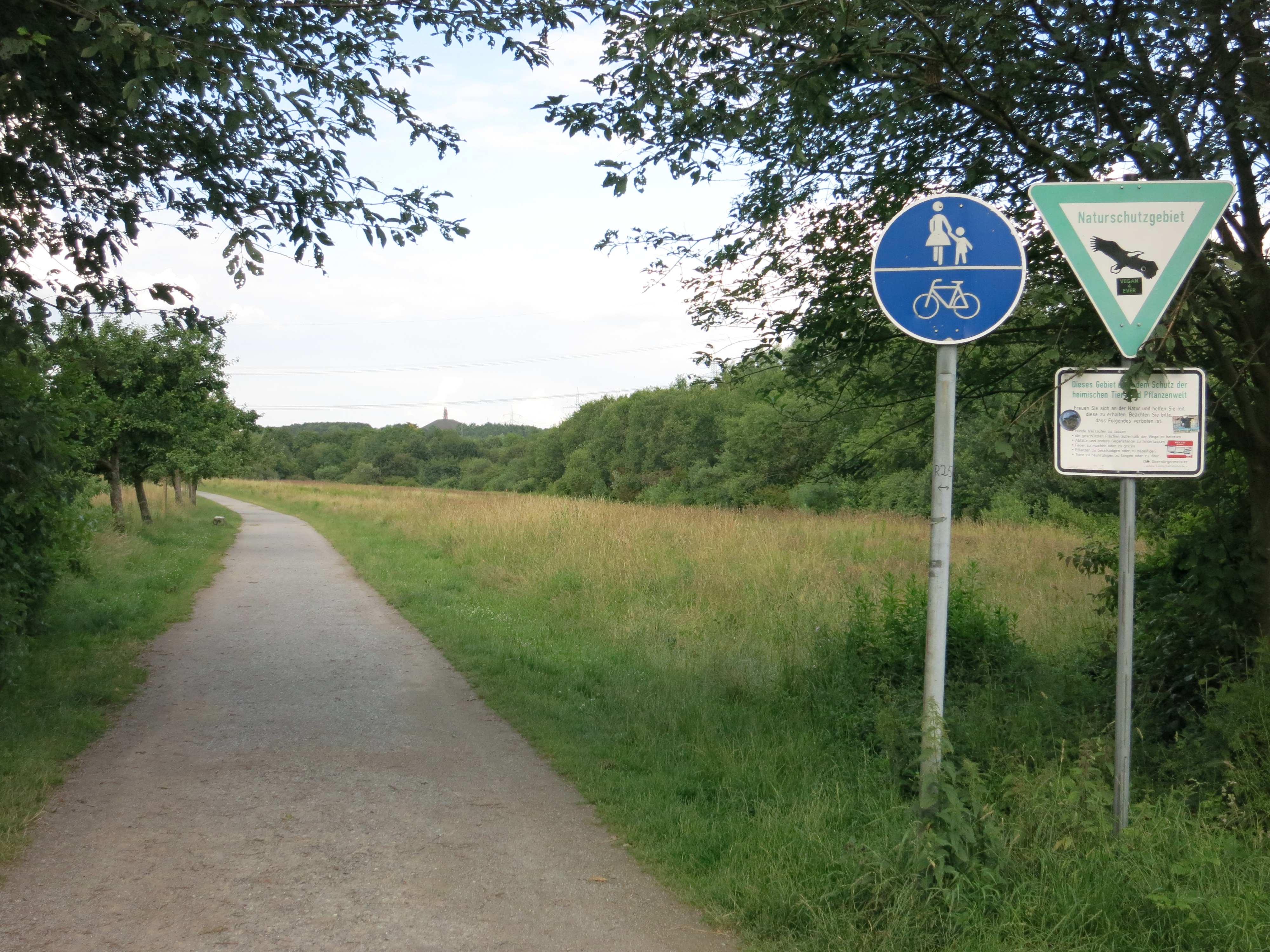
Spazierweg

## Schutzwürdige Biotope und Arten
Mit seinem Strukturreichtum ist das Schutzgebiet wertvoller Lebensraum für zahlreiche gefährdete Pflanzen- und Brutvogel-, Amphibien- und Heuschreckenarten. Zu den in Nordrhein-Westfalen auf der Roten Liste geführten Arten zählen Feldschwirl, Teichhuhn, Teichrohrsänger, Zwergtaucher und Grasfrosch. Als besonders schützenswert gelten die Feuchtbereiche und die Gewässer mit ihrer „ausgeprägte[n] Zonation mit Klein- und Großröhrichten, Seggengürteln, Schwimmblatt- und Unterwasservegetation.“
Auch für den Biotopverbund ist das Gebiet von herausragender Bedeutung.

## Schutzziele
Als Schutzziel wird genannt: „Erhaltung eines besonders strukturreichen Landschaftsausschnittes im Städtedreieck Gelsenkirchen-Essen-Bochum mit einem Aufschüttungsbereich mit Nassgrünlandbrachen, Röhrichten, Kleingewässern und großflächigen, offenen Brachestadien sowie einem Feuchtbereich mit einem größeren und mehreren kleinen, naturnahen Stillgewässern, umgeben von Brachflächen, Gebüschen und jungem Weiden-Sukzessionswald, als Lebensraum für eine Vielzahl, teilweise gefährdeter Pflanzen- und Tierarten, u. a. für Röhricht- und Wiesenbrüter, Amphibien und Heuschrecken.“
Den Gefährdungen durch Freizeitaktivitäten (Trittschäden, Trampelpfad) soll durch Beschränkungen begegnet werden, ein weiterer Ausbau des Wegenetzes soll unterbleiben. Verbuschung und Verlandung als Folge unerwünschter Sukzession soll durch Vegetationskontrolle entgegengewirkt werden.